# Theodor Rumpel
Theodor Rumpel (ur. 25 marca 1897, zm. po 1945) – as lotnictwa niemieckiego Luftstreitkräfte z 5 potwierdzonymi  zwycięstwami w I wojnie światowej. W czasie II wojny światowej komendant obozu jenieckiego Dulag Luft.

## Życiorys
Theodor Rumpel urodził się w 1897 w Bahrenfeld (obecnie: część Altony – okręgu na zachodzie Hamburga). Do wojska zgłosił się na ochotnika 1 października 1914 i z 6 Pułkiem Strzelców Konnych Cesarstwa Niemieckiego został skierowany na front wschodni. W maju 1916 po mianowaniu na oficera został przeniesiony do 2 Pułku Strzelców Konnych Cesarstwa Niemieckiego.
W sierpniu 1916 został przeniesiony do lotnictwa i skierowany do oddziału uzupełnień FEA 3 w Gocie. Po uzyskaniu licencji pilota w styczniu 1917 został przydzielony do jednostki obserwacyjnej FA A 280. 18 marca na własną prośbę został przeniesiony do eskadry myśliwskiej Jagdstaffel 26, 22 kwietnia do Jagdstaffel 16. W jednostce odniósł swoje pierwsze zwycięstwo. 10 sierpnia na północ od Verdun zestrzelił balon obserwacyjny. W jednostce odniósł łącznie dwa zwycięstwa i został przeniesiony do Jagdstaffel 16, gdzie pozostał do 24 marca 1918 – dnia kiedy w walce powietrznej został bardzo poważnie ranny.
Po długotrwałym leczeniu nie powrócił do służby liniowej. Do końca wojny był instruktorem w oddziale uzupełnień Fliegerersatz Abteilung Nr. 11 w Brzegu.
Przed II wojną światową wstąpił do Luftwaffe. Był komendantem jednej ze szkół lotniczych, a po wybuch wojny w latach 1939–1941 komendantem obozu jenieckiego dla lotników Dulag Luft w Barth.
Dalsze jego losy nie są znane.

## Odznaczenia
- Krzyż Żelazny I Klasy
- Krzyż Żelazny II Klasy